# 威廉斯鎮區 (密歇根州)
威廉斯鎮區（英語：Williams Township）是位於美國密歇根州貝縣的一個特設鎮區。

## 地方資料
威廉斯鎮區的面積為87.00平方千米，當中陸地面積為86.90平方千米，而水域面積為0.10平方千米。根據2020年美國人口普查的數據，當地共有人口5058人，而人口密度為每平方千米58.14人。